# Маркиза (группа)
«Маркиза» — советская и российская группа, игравшая хард-рок и хэви-метал.

## История
Будущая солистка группы Елена Соколова и будущий клавишник Сергей Соколов записали свой первый магнитоальбом в 1981 году. В записи участвовал будущий гитарист группы «Чёрный кофе» Сергей Кудишин. Однако первая группа Елены и Сергея, «Дубль-1», появилась только в 1985 году. В группу также вошли гитарист Игорь Кожин, басист Вадим Михайлов и ударник Владимир Володин.
Коллектив стал быстро набирать обороты и уже в следующем году принял участие в фестивале «Рок-панорама-86». Этот фестиваль стал для группы переломным: с одной стороны, группа обратила на себя внимание, с другой — попала в список запрещённых: мало того, что солистка пела надрывным, с хрипотцой, голосом, она ещё носила мини-юбку с разрезом спереди. К тому же, дирекция филармонии стала вмешиваться в имидж и репертуар. Все вместе привело к тому, что «Дубль-1» распался (записав альбом «Ворон-викинг»), а Елена Соколова ушла работать в дом пионеров.
Однако, вскоре появились сёстры Елена и Светлана Молчановы, которые под влиянием своего старшего брата Игоря, барабанщика рок-группы «Мастер», решили попробовать себя в рок-музыке. Вначале они хотели просто порепетировать, но быстро «втянулись» и Елена Соколова решила, что с ними можно сделать неплохую группу. Новая группа «Маркиза», в которую кроме Соколовых и сестёр Молчановых вошли гитарист Владимир Каверин и басист Александр Паламарчук, дебютировала в марте 1988 года. Вскоре игравшая на ударных Светлана Молчанова ушла в группу «Примадонна» (за барабанами её сменил Юрий Мамонтов), на место Владимира Каверина пришёл гитарист Дмитрий Лукьянов, а Елена Соколова стала играть на бас-гитаре — по её признанию, ей всегда нравился этот инструмент.
В начале следующего года на фирме «Мелодия» вышел дебютный альбом группы. Группа приняла участие в фестивалях «Монстры рока СССР», причём на второй фестиваль группа приезжает во вновь обновленном составе: в коллективе появились ударник Игорь Марголин и гитарист Михаил Самофалов (экс-«Альфа»).
Для следующего альбома весь музыкальный материал записал барабанщик группы «Круиз» Сергей Ефимов, играя как на барабанах, так и на ритм-гитаре. Совместное творчество Соколовой и Ефимова так понравились матери Сильвестра Сталлоне Жаклин, что она предложила им заключить годичный контракт в супершоу «Сталлоне рокетс». По окончании контракта Елена Соколова и её муж Михаил Самофалов продолжили концертную деятельность в тандеме с певцом Женей Белоусовым. После смерти Белоусова Елена Соколова решила сменить музыкальные вкусы и поступила на отделение народного пения в Академию им. Гнесиных. Сейчас она занимается аранжировками и имеет свой профессиональный концертный коллектив.

## Состав
- Вокал
  - Елена Соколова
- Бас-гитара
  - Александр Паламарчук
  - Елена Соколова
- Гитара
  - Елена Молчанова
  - Владимир Каверин
  - Дмитрий Лукьянов
  - Михаил Самофалов
- Клавишные
  - Сергей Соколов
- Ударные
  - Светлана Молчанова
  - Юрий Мамонтов
  - Игорь Марголин

## Дискография
- Тьма и заря (1988)
- Рифы (1988)[3]
- Молитва атеиста (1988)[2]
- Маркиза (1989)[4]
- Никогда не говори «Прощай» (1993)[2]